# Волшебство мира Гарри Поттера
В мире Гарри Поттера некоторые персонажи владеют волшебством, то есть обладают способностями, которые естественным образом не встречаются в реальном мире. Эти волшебные способности у некоторых людей являются особым даром, специфичной особенностью личности. Любой волшебник является человеком, просто, в отличие от маглов, он родился с даром волшебства.
Эти способности даются с рождением, им невозможно научиться, если их нет. Обычно, они передаются по наследству и несутся особыми доминантными устойчивыми генами, но не всегда. Иногда у обоих родителей волшебников рождается ребёнок-сквиб, то есть человек, начисто лишённый магической силы, но обычно ребёнок становится волшебником, если таковым является кто-то один из его родителей. Иногда волшебники рождаются у маглов. Эта проблема породила вопрос так называемой «чистоты крови»: некоторые волшебники утверждают, что «маглорождённые» волшебники являются людьми «второго сорта» и не могут претендовать на место в волшебном сообществе. Объективных подтверждений этому нет, в действительности многие маглорождённые, упомянутые на страницах серии, достигли в магии большего, чем их сверстники, имеющие «чистую» кровь. Многие из тех, кто «борется за чистоту крови» и называет себя «чистокровными магами», в действительности являются полукровками, возможно, во втором-третьем поколении. Наиболее яркий пример этого — сам главный злодей серии, лорд Волан-де-Морт, сын магла.
Для сотворения волшебства человек должен особым образом настроить свою психику, привести её в определённое состояние. Использование волшебной палочки нужно для концентрации, а также указания цели заклинания. Опытные волшебники продолжают пользоваться ею, видимо, для большего удобства, хотя некоторым опытным и очень мощным магам она, похоже, не нужна. В седьмой книге Дамблдор говорит Гарри, что «нет ничего, что волшебник не смог бы сотворить, не имея волшебной палочки, что он делает, имея её». Похоже, что волшебная палочка всего лишь помогает более эффективно использовать запас магической энергии. 
Молодые волшебники, учась творить заклинания, должны научиться правильно произносить название заклинания, а также сделать совершенно определённый жест волшебной палочкой. В случае, если название произнесено неправильно, не с той интонацией, ударением или произношением, а также если жест неточен, могут произойти совершенно ужасные вещи. Начиная с того, что заклинание выполнится не полностью, заканчивая тем, что пострадает сам творящий заклинание или его сосед по классу.
Постоянными тренировками можно добиться чёткости и отточенности сотворения магии. Именно этим и занимались члены Отряда Дамблдора в Выручай-комнате.
С ростом опыта волшебники могут переходить к невербальным заклинаниям. В этом случае заклинание произносится мысленно, а волшебной палочкой выполняется только жест.
При достижении определённого опыта и теоретического багажа возможно создание новых заклинаний. Например, Северус Снегг известен как автор мощного боевого заклинания «Сектумсемпра», а также некоторых других. Все известные заклинания происходят из латинского языка.

## Категории магии
В интервью Дж. К. Роулинг упомянула, что магия имеет несколько категорий:
- Заклинания (Spell) — является общим термином для данного вида магии.
- Чары (Charm) — корректирует свойства объекта заклинания, не внося фундаментальных изменений в объект. Например, изменить цвет чашки — это чары, а превратить её в крысу — это уже заклинание.
- Заклятия (Hexes) — проявление тёмной магии. Включает порчу (jinxes), как проявление тёмных чар.
- Проклятия (Curses) — чёрная магия в наихудшем своём проявлении.

## Волшебники и маглы
Все персонажи «Гарри Поттера» делятся на волшебников и маглов (обычных людей, не обладающих магическими способностями). Хотя волшебники — лишь небольшое замкнутое общество в магловском мире, весь сюжет книг проходит среди волшебников и волшебных существ. Способность к волшебству врождённая, и магл не может видеть скрытые от посторонних глаз предметы (например, замок Хогвартс или платформу 9¾), научиться колдовству.
Слово «магл» было добавлено в 2003 в словарь Oxford English Dictionary, как означающее неумелого человека, которому не хватает мастерства.
Среди волшебников существует концепция чистоты крови. В зависимости от количества предков, которые были волшебниками, персонажей делят на несколько категорий:
- «чистокровные волшебники» — волшебники, у которых в родословной только волшебники;
- «полукровки» — дети волшебника и магла (или маглорождённого волшебника). Встречаются в подавляющем большинстве случаев;
- «маглорождённые» — волшебники, родившиеся в семье маглов. «Чистокровные волшебники», чтобы оскорбить «Маглорождённых» называли их «Грязнокровками». Это считается как сильное оскорбление и запрещённое слово.

Также существуют сквибы — рождённые в семьях волшебников люди, которые не обладают магической силой, и полулюди — персонажи, в предках у которых были разумные магические существа — например, великаны или гоблины.
Суть идеи «чистоты крови» в том, что определённая группа чистокровных волшебников с предубеждением относится к полукровкам и особенно маглорождённым волшебникам: они считают их людьми «второго сорта». Подобные убеждения по сути не отличаются от расизма и предрассудков сословных обществ. Этот предрассудок может проявляться в различных формах: нежелании допускать маглорождённых волшебников в учебные заведения для магов; мнении, что маглорождённые волшебники обладают гораздо более низкими магическими способностями, чем чистокровные. Это опровергается фактами — никакой корреляции между чистотой крови волшебника и магическими способностями нет; с одной стороны, маглорождённые Гермиона Грейнджер и Лили Эванс демонстрировали отличные способности к магии, а с другой — чистокровные Рон Уизли и Невилл Долгопупс не слишком преуспевали по большинству предметов во время обучения.
Крайние сторонники идеи избранности чистокровных волшебников — Пожиратели Смерти, возглавляемые лордом Волан-де-Мортом (несмотря на то, что он сам — полукровка). В 1997—1998 годах, когда Министерство Магии находилось под контролем Волан-де-Морта, нечистокровные волшебники подвергались гонениям (было официально объявлено, что они крадут волшебную силу у чистокровных).
Все три главных героя принадлежат к разным категориям: Рон Уизли — чистокровный, Гермиона Грейнджер — маглорождённая, Гарри Поттер — полукровный.
У «настоящих» чистокровных волшебников не должно быть маглов в родословной. На вопросы фанатов о критериях чистокровности, Джоан Роулинг ответила, что у чистокровного волшебника все бабушки и дедушки должны быть волшебниками, но также существуют более строгие взгляды, согласно которым нужно на несколько поколений волшебников больше. Также она добавила, что по-настоящему чистокровных семей больше не существуют: те, кто считают себя таковыми, просто вычеркнули маглов и сквибов из своих родословных.
Более того, некоторые из самых фанатичных сторонников идеи избранности чистокровных сами, как ни странно, не являются чистокровными. Самый яркий пример — лорд Волан-де-Морт — сын чистокровной волшебницы Меропы Мракс и магла Тома Реддла-старшего.
В книгах о Гарри Поттере несколько чистокровных родов играют важную роль. Это Малфои, Блэки, Долгопупсы и Уизли. Из повествования становится понятно, что многие чистокровные роды ныне пресеклись. Например, род Краучей. У Бартемиуса Крауча-старшего был единственный ребёнок Бартемиус Крауч-младший, к которому за преступления применили Поцелуй Дементора, высосавший из несчастного душу. Другой пример — род Блэков. Последние из благородного рода — Сириус и Регулус Блэки — умерли, не оставив потомства. Многие фанатики идеи чистокровности из-за того, что чистокровных волшебников осталось довольно мало, были вынуждены вступать в брак со своими родственниками, в результате чего в этих родах началось генетическое вырождение (Рон Уизли: «если б мы [волшебники] не женились на маглах, мы бы давно уже вымерли»). Известно, что браки между родственниками были в роду Блэков и Мраксов (к примеру, Молли являлась дальней родственницей Артуру Уизли, их общим родственником был Финеас Найджелус Блэк), и также с высокой вероятностью можно предположить, что и в родах фанатиков чистокровности Малфоев и Лестрейнджей. Сириус Блэк однажды говорит Гарри Поттеру, что практически все знатные чистокровные волшебники состоят в родстве друг с другом (так же обстояло дело в знатных родах европейской аристократии). В семье Мраксов из-за браков между родственниками вырождение проявилось особенно сильно: дядя Волан-де-Морта Морфин Мракс был уродлив, жесток, ненормален и говорил только на змеином языке. В роду Блэков все достаточно умны и красивы, но многие представители рода страдают патологической жестокостью и необузданным характером — например, Беллатриса Лестрейндж (в девичестве — Блэк). Семейство Мраксов считало себя прямыми наследниками Певереллов — легендарных создателей Даров Смерти, но на самом деле в родстве с ныне угасшим родом Певереллов многие магические семьи, в том числе и Поттеры.
«Предатель чистокровных» или «Предатель крови» — оскорбительное название тех чистокровных волшебников, которые хорошо относятся к маглам и маглорождённым волшебникам. Так называли семью Уизли, Сириуса Блэка, Андромеду Тонкс, Меропу Мракс и Альбуса Дамблдора. Многие роды чистокровных — как, например, Блэки — вычёркивают «предателей» из своей родословной наравне с маглами и сквибами.

### Полукровки
Полукровки — дети от брака волшебника (волшебницы) и магла или дети от брака двух волшебников, но среди их бабушек или дедушек (а по более строгим взглядам — и среди более дальних предков) обязательно есть хотя бы один магл. Сейчас в мире волшебников, по словам Роулинг, больше всего именно полукровок (50 % учеников Хогвартса — полукровки). Фанатики чистокровности считают полукровок второсортными волшебниками, но всё же лучшими, чем маглорождённые. Многие значимые персонажи, в том числе и борцы за чистоту крови, являются полукровками: Гарри Поттер (сын чистокровного волшебника Джеймса Поттера и маглорождённой волшебницы Лили Эванс); Волан-де-Морт (сын магла Тома Реддла-старшего и чистокровной волшебницы Меропы Мракс); Северус Снегг (сын магла Тобиаса Снегга и чистокровной волшебницы Эйлин Принц) и др.

### Маглорождённые
Маглорождённые — это те волшебницы и волшебники, которые рождаются в семьях маглов — людей, не обладающих магическими способностями, причём родители маглов тоже не обладают магическими способностями. Причины рождения в обычных семьях волшебников в книгах о Гарри Поттере не раскрываются, но в своём недавнем интервью Роулинг заявила, что у таких людей в роду есть ведьмы или волшебники. Иногда в семьях маглов рождается несколько детей-волшебников — например в семье Дэнниса и Колина Криви, иногда нет (Лили и Петунья Эванс).
Фанатичные сторонники чистоты крови относятся к маглорождённым с особым презрением, их они презирают даже больше маглов и называют оскорбительно «грязнокровками» (англ. mudblood, что аналогично расизму и другим видам дискриминации в реальном мире). Тем не менее, считается доказанным фактом, что магловское происхождение никак не влияет на магические способности. Некоторые значимые маглорождённые в романах — Гермиона Грейнджер и Лили Эванс — демонстрировали блестящие магические способности, несмотря на своё магловское происхождение.

### Полулюди
Полулюди — некоторые волшебники появились на свет от связи волшебников с разумными магическими существами. Известно, что Рубеус Хагрид и Олимпия Максим — наполовину великаны, Филиус Флитвик имеет среди предков гоблинов, Флёр Делакур — на одну четверть вейла, также, Гарри казалось, что Маркус Флинт — потомок троллей. Иногда термин «получеловек» применяют по отношению к оборотням и человекоподобным существам, таким как кентавры. Особую ненависть к полулюдям питала Долорес Амбридж (полукровка).

### Сквибы
Сквиб — человек, у которого хотя бы один из родителей является волшебником, но который сам не имеет магических способностей. Сквибы рождаются достаточно редко — из текста романов достоверно известно о двоих: это Арабелла Фигг, соседка Дурслей по Тисовой улице и Аргус Филч, завхоз Хогвартса.  Сквибы знают о существовании волшебного мира или даже выполняют в нём какие-то функции, но из-за отсутствия способностей к магии не могут вести в нём полноценную жизнь. Возможно, именно отсутствие магических способностей у Филча является причиной его плохо скрываемой ненависти по отношению к ученикам Хогвартса. Также данное понятие ошибочно применялось к сестре Альбуса Дамблдора Ариане.
Несмотря на отсутствие способностей к магии, сквибы отличаются от маглов тем, что могут видеть вещи, скрытые от маглов специальными заклятиями (то есть, маглами по природе они всё-таки не являются). Так, например, Аргус Филч успешно работает в Хогвартсе, который для маглов выглядит как развалины древнего замка. Сквибы не могут видеть дементоров (как пояснила Дж. К. Роулинг на своём сайте, Фигг на самом деле не видела дементоров, напавших на Гарри, но у неё было достаточно знаний, чтобы правильно определить чувства, вызываемые ими), причём реакция представителей Министерства магии на заявление Арабеллы Фигг в суде показывает, что способности сквибов не изучены полностью.

## Волшебные способности
Список специальных способностей, которые волшебник или волшебница могут иметь в мире Гарри Поттера.

### Анимагия
Анимагия — искусство превращения в животное. Волшебник, умеющий превращать себя (своё тело) в животное — Анимаг. Чтобы стать анимагом, нужно месяц во рту держать листок мандрагоры , и поэтому не все могут так вытерпеть.
Умение превращаться в животное не является врождённым, а развивается по мере занятий, направленных на изучение этого вида магии. Для превращения не обязательно применение волшебной палочки. Умение является сложным и опасным. Из-за сложности его изучения в двадцатом веке было всего семь официальных анимагов. В книгах упоминается лишь один из них — Минерва Макгонагалл, и четверо неофициальных — Джеймс Поттер, Питер Петтигрю, Сириус Блэк и журналистка Рита Скитер.
Вид животного, в которое способен превращаться анимаг, называется анимагической формой. Для каждого анимага возможна только одна анимагическая форма. По всей видимости, она определяется личностными качествами волшебника в период обучения анимагии.
Анимагическая форма носит те же самые физические дефекты, что и у оригинального тела волшебника. Например, если у волшебника на теле есть шрам, он будет присутствовать и на его анимагической форме. То же относится и к очкам — в анимагической форме очки отображаются как характерные отметины вокруг глаз. Одежда анимага теряется во время превращения, и восстанавливается после его возвращения в человеческое тело. Где находится одежда во время существования анимага в теле животного, неизвестно. Часто (но не всегда) бывает, что у одного и того же волшебника анимагическая форма и Патронус совпадают (то есть являются одним и тем же животным), в таком случае у этих животных одинаковые особенности внешности, одинаковые особые приметы.
Как правило, анимагическое превращение делается на некоторое время, по прошествии которого волшебник возвращается в личину человека. Возможен также и второй, более трудный вариант, когда волшебник трансформирует своё тело на неопределённый срок. Тогда обратное превращение будет осложнено животным телом.
Существует заклинание, с помощью которого возможно обратное превращение в человека с помощью других лиц. Порой это превращение осуществляется помимо воли самого анимага. Заклинание безопасно для обычных животных. При действии этого заклинания видна бело-голубая вспышка, анимаг в облике животного зависает в воздухе, падает на землю; вторая вспышка, затем происходит обратное превращение, как будто в замедленной съёмке.
Каждый анимаг обязан зарегистрироваться в Министерстве Магии. Регистрация обязательна из-за опасности, сопряжённой с применениями заклинания превращения. Его имя, анимагическая форма и особые приметы должны быть внесены в специальный реестр, для того, чтобы можно было его узнать. Реестр доступен публично.
Различие трансфигурации и анимагии в том, что трансфигурированный волшебник теряет человеческие мыслительные способности и приобретает интеллект и мышление животного, в то время как анимаг способен продолжать мыслить по-человечески.
Одновременно с сохранением человеческого мышления анимаг получает способность общаться с обычными животными. Это ясно из необходимости нормального существования в анимагической форме, но степень владения такой способностью неизвестна. Известно, что Сириус Блэк в образе большого чёрного пса мог общаться на минимальном уровне с Живоглотом, котом Гермионы Грейнджер. Точная форма общения неизвестна.
В отличие от оборотня (например, Римуса Люпина), превращение себя в животное подконтрольно воле анимага, и не влияет на характер и психику личности; оборотень же в своей животной форме имеет другой склад психики и характера, и не помнит, кем он являлся до превращения.

#### Представители
Единственным указываемым в книгах зарегистрированным анимагом является Минерва Макгонагалл, которая умеет превращаться в полосатую кошку с отметинами «очков» вокруг глаз.
Также в книгах упоминаются несколько незарегистрированных анимагов:
- Сириус Блэк — чёрный пёс;
- Питер Петтигрю — крыса;
- Джеймс Поттер — олень;
- Рита Скитер — жук;

#### Роль в книгах
Про анимагию в первых двух книгах упоминаний нет (но Минерва Макгонагалл приходит в первой книге к дому Дурслей именно в образе кошки; кроме того, её превращение можно увидеть в первом фильме).
В третьей части анимагия становится более значительной. Профессор Макгонагалл впервые рассказывала об анимагии на своём уроке, под конец превратившись в кошку.
Также в третьей книге выясняется, что Джеймс Поттер (Сохатый), Сириус Блэк (Бродяга) и Питер Петтигрю (Хвост) были незарегистрированными анимагами. Люпин был оборотнем и чуть не укусил Снегга из-за шутки Сириуса.

### Метаморфмагия
Метаморфмагия — способность изменять черты своего лица (форму носа, цвет волос, форму бровей и т. д.) по своему желанию, не прибегая к заклинаниям или зельям.
В книгах о Гарри Поттере упоминается только о двух метаморфах: Нимфадоре Тонкс и её сыне Тедди Люпине.
Способности метаморфа, как и любого другого мага, сильно зависят от его психологического состояния. При сильной или длительной депрессии магические способности ослабляются, а то и вовсе исчезают.
Метаморфмагия является врождённой способностью, приобрести её нельзя. У Нимфадоры Тонкс была врождённая способность, Тедди унаследовал её.

### Змееуст
Змееуст — человек, способный говорить со змеями на змеином языке (англ. parseltongue — парселтанг или серпентарго). Окружающие не понимают разговора змееуста со змеёй, так как им слышится лишь шипение; самому же змееусту кажется, что он говорит со змеёй на обычном языке. Дар, вероятно, врождённый и крайне редкий, обычно передаётся по наследству или вместе с магической силой (Гарри Поттер получил эту способность после нападения на него Волан-де-Морта, а все остальные змееусты, упомянутые в книгах, были потомками Салазара Слизерина). Как правило, его связывают с Тёмными искусствами (Dark arts), но известно, что некоторые добрые волшебники также обладали этим даром. Самым известным змееустом был Салазар Слизерин, именно поэтому символом его факультета «Слизерин» является змея.
В книгах о Гарри Поттере упоминается о следующих змееустах: Том Реддл, Гарри Поттер, Морфин Мракс, Марволо Мракс, Меропа Мракс, Салазар Слизерин. 
Во второй книге Гарри Поттеру благодаря знанию змеиного языка удалось открыть Тайную комнату.
Рон Уизли в седьмой книге использовал фразу на змеином языке, подслушанную у Гарри("Раз, два, три - откройся!") для того чтобы открыть медальон Салазара Слизерина и при входе в Тайную комнату.
После того, как Волан-де-Морт «убил» Гарри Поттера в лесу и уничтожил при этом в нём часть своей души, Гарри Поттер утратил способность говорить со змеями.

### Полёт
Полёт — полёт без помощи метлы или другого объекта — относительно редкая способность. Волан-де-Морт мог летать без помощи метлы или ковра, возможно, что это может делать и Снегг. В книге «Гарри Поттер и Дары Смерти», он выпрыгнул из окна с верхнего этажа, и Макгонагалл сказала, что он остался невредим; возможно, он узнал некоторые уловки от Волан-де-Морта, но скорее всего он воспользовался амортизирующими чарами (как Гермиона Грейнджер в эпизоде VII книги, где они падают с тележки во время ограбления банка Гринготтс), так как информация о том, что Волан-де-Морт умеет летать, вызвала массу удивления. Заклинанием «Левикорпус» можно поднять вверх человека, но он не сможет собой управлять. Судя по фильму «Гарри Поттер и Орден Феникса», способность превращаться в столб дыма и лететь, вероятно, имеют Пожиратели смерти и члены Ордена Феникса (члены Ордена Феникса превращаются в белый дым, а Пожиратели смерти — в тёмно-серый). Возможно, что таким визуальным эффектом представляется явление трансгрессии (похожие эффекты были использованы во время сцены призвания воскресшим Тёмным Лордом Пожирателей в IV фильме). Также молодые волшебники могут летать ещё задолго до поступления в Хогвартс, пример: Гарри Поттер, пытаясь убежать от Дадли, взлетел на крышу школы, и его мать Лили, когда встретила Северуса Снегга, раскачавшись на качелях слетела с них и плавно приземлилась

### Провидец
Провидец — ведьма или волшебник с ясновидящей способностью предсказать будущие события. Предсказания, данные через эту способность, могут иногда быть самосбывающимися пророчествами, не все они осуществляются, в зависимости от выбора, сделанного упомянутыми. Это указывает, что провидец предсказывает возможные или вероятные события, по крайней мере в некоторых случаях.
Каждое пророчество, сделанное провидцем, зарегистрировано в стеклянной сфере и сохранено в Зале Пророчеств Отдела Тайн в Министерстве магии, по-видимому, в единственном экземпляре. Только человек, упомянутый в пророчестве, может дотронуться до сферы с ним; посторонний человек рискует сойти с ума от прикосновения, как это случилось с Бродериком Боудом.
Согласно словам Макгонагалл, истинные провидцы чрезвычайно редки. Сивилла Трелони — единственный провидец, показанный в книгах, хотя упомянуто, что пра-пра-прабабушка Сивиллы, Кассандра Трелони, была известным провидцем в своё время.

### Легилименция
Легилименция — волшебный навык извлечения чувств и воспоминаний из другого человека — форма волшебной «телепатии». Это также позволяет передавать видения или воспоминания другому человеку, как реальные, так и воображаемые. Волшебник, владеющий легилименцией, может, например, обнаружить ложь и обман в другом человеке (путём «просмотра» реальных событий), воспоминания другого человека или ложные видения. Легилименция осуществляется при помощи заклинания «Легилименс» или невербально, без использования заклинания и палочки, в случае, если у волшебника достаточно навыков для невербального применения Легилименции (как, например, у Альбуса Дамблдора или у Волан-де-Морта).
Маги, упомянутые в книгах и владеющие легилименцией: Альбус Дамблдор, Северус Снегг, Волан-де-Морт.
Превосходно владел легилименцией Волан-де-Морт — он, почти во всех случаях, немедленно узнаёт в течение бесед, если кто-то ему лжёт. Также в совершенстве этим навыком владел и Альбус Дамблдор, об этом мы узнаём из контекста книги.

### Окклюменция
Окклюменция — противонавык к легилименции, его пользователь может собрать (скрыть) эмоции или препятствовать легилименции обнаруживать мысли или воспоминания, которые противоречат словам или действиям. Лорд Волан-Де-Морт, Снегг и Дамблдор как всем известно, являются весьма квалифицированными специалистами в легилименции и окклюменции.

### Виды перемещения в пространстве

#### Трансгрессия
Трансгрессия (в др. переводах «аппарирование») — способ перемещения волшебника на большое расстояние за считанные секунды. В оригинале способность называется Apparition / Disapparition, то есть «появление» и «исчезновение»; слово «трансгрессировать» введено переводчиками — по одной из версий, по аналогии с романом «Понедельник начинается в субботу» братьев Стругацких.
Для перемещения волшебнику надо чётко представить место прибытия («нацеленность»), сконцентрироваться на желании туда попасть («настойчивость») и без суеты, спокойно крутнуться на месте («неспешность»), мысленно нащупывая путь в ничто и переносясь в запланированную точку. Эти действия называются Правилом трёх «н». Трансгрессия — сложное магическое действие и для того, чтобы его использовать, требуется сдать экзамен и получить разрешение. Экзамен по трансгрессии сдают только лица, достигшие семнадцатилетнего возраста (в 17 лет волшебник считается совершеннолетним). В Хогвартсе обычно каждый год для шестикурсников организуются платные курсы трансгрессии, которые ведёт специальный инструктор из Министерства магии. В 1996—1997 учебном году им был Уилки Двукрест. Стоимость обучения — 12 галлеонов.
Наиболее частая ошибка новичков — так называемый «расщеп», когда та или иная часть тела остаётся на точке старта. Например, в книге «Гарри Поттер и Дары Смерти», Рону Уизли при трансгрессии чуть не оторвало руку. Это происходит при недостаточной концентрации внимания. Он устраняется применением некоего заклинания, при использовании которого появляется облако лилового дыма. Некоторые волшебники предпочитают вообще не связываться с трансгрессией именно из-за таких вот её «сюрпризов». К тому же во время трансгрессии может вырваться кусок плоти. В этом случае полезны лечащие заклинания и зелья.
Хотя непосредственно в процедуре трансгрессии волшебная палочка не используется, её наличие необходимо, по крайней мере, для неопытных волшебников для успешной трансгрессии.
Существует ещё так называемая «парная трансгрессия», когда один волшебник переносит не только себя, но и другого человека (в редких случаях — несколько человек). Такому «багажу» иметь навыки трансгрессии не обязательно, следует только очень крепко держаться за «поводыря».
Правила хорошего тона предписывают волшебникам не трансгрессировать прямо в дом к другим волшебникам, а появляться где-нибудь невдалеке и последние несколько метров проходить пешком. Также на некоторые дома, как в Хогвартсе, могут быть наложены чары, запрещающие трансгрессировать в дом.
Как заявляется в книгах, трансгрессировать в пределах Хогвартса невозможно из-за наведённых на замок чар. Только домовые эльфы могли трансгрессировать в Хогвартсе, так как они используют особую эльфийскую магию.
Интересно, что ни в одной книге и ни в одном фильме даже в критические моменты не пользуется трансгрессией ни один анимаг; вероятно, способности анимагии и трансгрессии исключают друг друга. Гарри Поттер научился превосходно трансгрессировать после того, как вопреки ожиданиям фанатов не стал анимагом и Роулинг заявила в интервью, что он никогда не станет анимагом, но проявит себя в чём-то ещё.

#### Порталы
Портал — особым образом заколдованный предмет, переносящий магов из одного места в другое в определённое время.
Для создания портала используется заклинание «Портус». Волшебник должен направить палочку на предмет и произнести «Portus!». Портал вспыхивает на мгновение голубым светом.
Создание и использование порталов находится под присмотром Министерства. Порталами занимается Портальное управление Отдела магического транспорта. Незаконное создание порталов карается.
Порталы чаще используются для массового перемещения магов, не вызывая при этом подозрений у маглов. В IV книге мы наблюдаем порталы в качестве транспорта при проведении Чемпионата мира по квиддичу. В Англии были установлены сотни порталов, осуществляющие перенос групп людей на стадион.
Для создания порталов волшебники чаще всего используют неприметные, не представляющие интереса у маглов предметы.
Летучий порох (англ. Floo powder) — специальный порошок, используемый для перемещения между Каминной сетью. Обязан своим созданием ведьме Игнатии Уилдсмит. Его производство с XIII века находится под строгим контролем. Единственным официальным производителем в Британии является компания «Floo-Pow», чья штаб-квартира располагается в Косом переулке. Она никогда не отвечает посетителям, приходящим через парадный вход.
Для того, чтобы воспользоваться каминной сетью, необходимо зайти в камин, взяв в руки щепотку летучего пороха, бросить его себе под ноги, громко и чётко назвать адрес перемещения. При броске летучего пороха в камин (или в огонь) образуется волшебный (не обжигающий) огонь зелёного цвета. После того, как был назван адрес перемещения, волшебник, быстро вращаясь вокруг собственной оси, «вылетает в трубу» и, перемещаясь по сети каминов, достигает нужного пункта назначения. При перемещении рекомендуется закрывать глаза (чтобы уберечь себя от головокружения и каминной пыли) и выпрямлять руки по швам, поскольку можно больно стукнуться о решётки каминов, мимо которых идёт путь. Также нужно произносить адрес громко и чётко, чтобы не оказаться по ошибке совсем в другом месте.
Камины можно также использовать для связи без перемещения, в случае если вы хотите просто передать информацию. Для этого нужно кинуть летучий порох в огонь, произнести адрес и засунуть в камин голову, а затем начать разговор с собеседником (если он присутствует в данный момент у камина). Хотя голову в камин засовывать не обязательно — можно просто сказать вслух послание и человек, находящийся у целевого камина, услышит его.
Камины можно использовать и для передачи вещей — достаточно лишь поместить их в волшебный огонь.
Для контроля за сетью в Министерстве существует руководящий центр Сети летучего пороха. Диспетчеры могут отслеживать перемещения волшебников, а также реконструировать сеть, отключая или подключая к ней камины.
Сеть летучего пороха — камины, стоящие в домах волшебников, особым магическим образом соединённые, используемые для связи.

#### Мётлы
Мётлы — распространённый у магов транспорт.
Летающие мётлы (конечно же, только определённым образом изготовленные мётлы могут летать) повсеместно используются для перемещения. Для того чтобы воспользоваться ей, необходимо встать слева от метлы (можно вытянуть руку и сказать «Вверх!», после чего метла подскочит в неё) и перекинуть через неё ногу. Для подъёма нужно поднять рукоятку метлы вверх, для поворота — наклонить в соответствующую сторону, для снижения — наклонить вниз. Неизвестным образом осуществляется ускорение, торможение и поддержание скорости. Но некоторые, особенно новейшие мётлы вскакивают в руки без слов «Вверх».
По сути, метла — это личный транспорт, но при желании она может поднять двоих или даже троих человек, также на ней можно перевозить груз, предварительно закрепив его ремнями.
Мётлы используются как для обычного полёта, так и в спортивных целях (при игре в квиддич), существуют разные модели мётел. Имеются также детские (игрушечные) летающие модели мётел с маленькой высотой полёта и низкой скоростью.

#### Ковры и другие незаконные летательные средства
Приспособить для полётов можно практически любую вещь с помощью определённых чар, но использование изобретений маглов (таких, как ковры, например), с наложенными заклинаниями карается законом. Надзор за использованием изобретений маглов осуществляет Отдел по борьбе с незаконным использованием изобретений маглов (в котором работает Артур Уизли). Однако сведения в этот отдел попадали чаще всего слишком поздно — когда от колдовства уже успели пострадать маглы, воспользовавшиеся изделием.

### Очарование вейлы
Очарование вейлы — способность, приписываемая вейлам, например, бабушке Флёр Делакур. Она используется, чтобы очаровать мужчин, подобно древнегреческим сиренам в Одиссее.
Редкий мужчина способен противостоять магии вейлы, особенно если она захочет, шутки ради, покорить его сердце. Но вот разгневанная вейла выглядит совершенно иначе. Лицо её вытягивается в остроклювую злобную птичью голову, а из плеч вырастают чешуйчатые крылья. К тому же в этом состоянии вейла может и швырнуть в обидчика горстью магического огня.
Волосы вейлы можно использовать как «начинку» для волшебных палочек (одно это говорит о том, насколько магически сильны вейлы), но мастер Олливандер говорит, что палочки с волосом вейлы внутри получаются очень уж темпераментные.

### Непреложный обет
Непреложный обет — закреплённая с помощью чар клятва, нарушить которую невозможно: нарушителя ждёт неминуемая смерть.
В книге «Гарри Поттер и Принц-Полукровка» клятва Северуса Снегга Нарциссе Малфой происходила следующим образом: Снегг и Нарцисса стали на колени лицом к лицу и взялись за руки (правой за правую). Беллатриса Лестрейндж, присутствовавшая при этом, коснулась палочкой сплетённых рук. Белатрисса спрашивала: «Клянёшься ли ты…?»; Снегг отвечал: «Клянусь». С каждой клятвой из палочки вырывался язык пламени и, сплетаясь с предыдущими, обвивал руки «…словно раскалённая докрасна проволока, <…> словно верёвка, словно огненная змея».

## Тёмные искусства
Тёмные искусства — это заклинания и магические практики, способные причинить вред другим людям и используемые, как правило, со злыми намерениями. Волшебников, использующих Тёмные искусства, называют тёмными магами. Наибольшего могущества из них достиг лорд Волан-де-Морт.
Тёмной магией в мире волшебников обычно называют те заклинания, которые способны причинить существенный вред человеку или заставить его осуществлять определённые действия вопреки собственной воле. Заклинания, которые могут парализовать человека, оглушить его или обезоружить, в сообществе волшебников не считают тёмной магией. Для тёмной магии большое значение имеет то, какие чувства испытывает волшебник, применяющий заклятие. Так, например, Гарри Поттер применил против Беллатрисы Лестрейндж заклятие Круциатус, но оно оказалось очень малоэффективным в его исполнении — поскольку, по словам самой Беллатрисы, нужно желать причинить боль и испытывать наслаждение от страданий другого человека, и лишь тогда заклятие сможет подействовать в полную силу. Занятие тёмной магией может изуродовать душу и тело, как это произошло с Волан-де-Мортом.

### Непростительные заклинания
Неизвестно, сколько точно видов заклинаний причислено к тёмной магии. Самые известные — это три Непростительных Заклятия, которые считаются в сообществе волшебников худшими, и одного их применения к человеку достаточно для того, чтобы быть осуждённым на пожизненное заключение в Азкабане. Тем не менее, иногда даже использование этих заклинаний может быть законным — так, например, использование Непростительных заклятий было разрешено мракоборцам во время первой войны с Волан-де-Мортом.
Непростительные заклятия
- Авада Кедавра — заклинание смерти. Любимое заклинание Волан-де-Морта.
- Круцио — причиняет жертве очень сильную боль. Если долго пытать человека этим заклинанием, он может сойти с ума (единственный описанный в книгах случай произошёл с Фрэнком и Алисой Долгопупс, которых пытали Беллатриса Лестрейндж, её муж Родольфус, деверь Рабастан и Барти Крауч-младший).
- Империус — полностью подчиняет человека воле наложившего это заклятие волшебника. Находясь под воздействием этого заклинания, человек будет бездумно выполнять любые приказы волшебника, который наложил на него заклинание Империус. Барти Крауч-младший, преподавая в Хогвартсе под видом Аластора Грюма, учил студентов сопротивляться этому заклинанию; особые успехи делал Гарри Поттер, который уже на первом занятии сопротивлялся достаточно долго, хотя приказ всё же выполнил.

Другие заклятия, причисленные к тёмной магии
- «Сектумсемпра» — заклятие наносит жертве глубокие резаные раны (изобретено Северусом Снеггом). Использовалось Гарри Поттером против Драко Малфоя на шестом году обучения (как было написано в книге Принца полукровки, «от врагов»). При перелёте в «Нору» Северус Снегг, не желая этого, попадает заклятием в ухо Джорджу Уизли. Что-то похожее сам Снегг применил на пятом курсе против задиравшего его Джеймса Поттера, но у того остался только порез на щеке.
- Заклятие Антонина Долохова — заклятие наносит серьёзные повреждения внутри тела, не оставляя никаких внешних следов.
- «Мортмордре» — заклятие создаёт Чёрную метку. Применяется только Пожирателями Смерти, в основном, для того чтобы продемонстрировать другим людям, что они в этом месте совершили убийство, но может применяться и с иными целями.

Чёрная метка описывается в книге множество раз, но само заклинание, которое её вызывает, описывается только в четвёртой книге (впервые вызвано Барти Краучем младшим).
- Заклинание, создающее крестраж, — считается в мире волшебников особенно ужасным. Для того, чтобы создать крестраж — предмет, в который заключена часть души волшебника, — нужно расколоть свою душу, совершив убийство.
- Финдфайр (англ. Fiendfire — буквально: «Дьявольский огонь»), также Адеско Файр — создание адского огня (контролирующего самого себя), остановить крайне сложно. Заклинание использовал Винсент Крэбб в Выручай комнате, надеясь убить Гарри Поттера, хотя погиб сам и при этом ещё уничтожил крестраж Волан-де-Морта — диадему Кандиды Когтевран. Противозаклятием является заклинание Фините Инкантатем (его использовали мракоборцы в фильме "Фантастические твари"). В фильме погиб Грегори Гойл (Крэбб вообще отсутствует, так как исполнявший эту роль актёр отбывал тюремное заключение).

### Чёрная метка
Чёрная метка — магическая отметка лорда Волан-де-Морта. Все Пожиратели смерти имеют такой знак на внутренней части предплечья левой руки, он служит как для узнавания ими друг друга (Тёмный Лорд ставит эту метку самолично), так и для связи между Пожирателями и самим Волан-де-Мортом. При прикосновении волшебной палочкой к Чёрной метке на руке одного из них, все остальные чувствуют на аналогичном месте жжение, это служит знаком.
Чёрную метку можно создать также и в воздухе, она будет висеть там достаточно долго как облако дыма определённой формы. В годы первого прихода Волан-де-Морта такие метки Пожиратели вешали над домами убитых волшебников. Поэтому в мире магов Метка вызывает почти такой же ужас, как и сам Волан-де-Морт. Этим объясняется паника, охватившая болельщиков на финале Мирового кубка по квиддичу в 1994 году, когда после матча в небе появилась Тёмная метка и поспешность, с которой Дамблдор вернулся в Хогвартс, увидев Метку над башней астрономии замка.
Чёрная метка выглядит как череп со змеёй, выползающей из рта. Возможно, это символизирует связь Волан-де-Морта с Салазаром Слизерином, поскольку василиск очень похожим образом выползал изо рта статуи основателя факультета Слизерин в Тайной комнате.
Неактивная метка располагается как бледная отметина на внутренней части левого предплечья, в активном состоянии тёмно-чёрная. После активации угасает в течение нескольких часов и становится снова бледной.
Пожиратели оставляли Чёрную метку как подпись после проделанной «работы». Метка вызывается заклинанием «Морсмордре», появляется такая же метка, как и на руках у Пожирателей.

### Инфернал
Инферналы — оживлённые с помощью заклинания (или заклятий) тела умерших. Очевидно, нет разницы, кем были эти люди при жизни: магами или маглами. Инферналы действуют по велению волшебника, их создавшего. Нечто вроде зомби. Их нельзя убить, многие заклинания на них не действуют. Однако, как и всякие порождения мрака, инферналы боятся света и тепла, также с ними можно бороться с помощью огня.

## Портреты
Многие картины в мире Гарри Поттера живут своей жизнью и принимают особо деятельное участие в общественной жизни. Мало того, что люди, изображённые на них, обладают своим характером, могут говорить и между собой и с живыми людьми, их обитатели, неважно, были ли у них прототипы когда-либо или нет, могут переходить на соседние картины, если они висят достаточно близко на стене. Таким образом обитатели портретов Хогвартса могут путешествовать по всему замку.
Человек, существовавший некогда реально и имеющий несколько своих портретов, может мгновенно переходить в любой из них, где бы этот портрет ни находился.
Портрет каждого директора Хогвартса появляется в директорском кабинете после его смерти.
Волшебные портреты реальных людей сохраняют память и характер своих прототипов.

### Портреты в кабинете директора школы
Портреты в кабинете Директора школы изображают всех прежних директоров Хогвартса. В их числе:
- Финеас Найджелус Блэк — Появляется на портрете в кабинете Дамблдора, но его портрет связан с портретом в доме 12 на Площади Гриммо в Лондоне. По признанию Сириуса, Финеас Найджелус Блэк был самым непопулярным директором Хогвартса. В книге Гарри Поттер и Дары Смерти точно такой же портрет, но из родового дома Блэков (Площадь Гриммо, 12) забирает Гермиона и берёт с собой на поиски Крестражей. С помощью него Гермиона, Гарри и Рон узнают некоторые новости. Снегг через портрет смог найти их, чтобы передать Меч Годрика Гриффиндора.
- Армандо Диппет — бывший Директор Хогвартса, предшественник Альбуса Дамблдора
- Дилис Дервент — выдающаяся знахарка, работавшая в больнице Св. Мунго с 1722 по 1741 год. Впоследствии заняла пост директора школы магии и волшебства Хогвартс, где проработала с 1741 по 1768 год. Её портреты висят и в вестибюле больницы Св. Мунго, и в директорском кабинете Хогвартса. На них Дилис Дервент — пожилая ведунья с длинными серебряными локонами.
- Эверард — связанный с Министерством магии, а именно с Отделом тайн, в Лондоне.
- Декстер Фортескью — один из прошлых директоров Хогвартса, чей портрет висит в кабинете Дамблдора. Судя по тому, что он назвал Фаджа, Амбридж и всё Министерство магии «гнусными коррупционерами», он вряд ли жил раньше XVIII века. В последние годы жизни Декстер страдал глухотой, бороться с которой ему помогала слуховая трубка. Возможно, ещё и поэтому разговаривал директор Фортескью весьма громко.
- Альбус Дамблдор
- После смерти Северуса Снегга его портрет не появился в кабинете Директора. Роулинг в одном из интервью объяснила, что это не случайность:[9]. ...Намеренно. Снегг фактически покинул директорский пост перед смертью, поэтому не заслужил быть включённым в августейшее общество. Тем не менее, мне нравится думать, что Гарри поспособствует тому, чтобы со временем портрет Снегга там появился.

### Полная Дама
Полная Дама — портрет, закрывающий вход в гостиную Гриффиндора и служащий его стражем. Если у изображённой на картине женщины и было когда-либо имя, оно никогда не называется. Неизвестно также, когда именно появился этот портрет. Во всяком случае, когда в Хогвартсе учились Артур Уизли и Молли Прюэтт, а это 1961—1968 годы, Полная Дама была уже на посту.
Лучшая подруга Полной Дамы — ведьма Виолетта, портрет которой висит на первом этаже. Виолетта приносит Полной Даме все сплетни замка, ведь сама Дама не может надолго покидать свой пост. Подруги с удовольствием обсуждают последние новости и пропускают иногда рюмочку-другую.

### Другие
- Сэр Кэдоган — низенький рыцарь в средневековых доспехах, пытающийся сесть на пони. Его портрет висит на площадке восьмого этажа в Хогвартсе. Коротышка полон отваги, несмотря на свою вопиющую неуклюжесть. Он готов вызвать на дуэль каждого, кого заподозрит в неуважительном к себе отношении. Но мгновенно откликается на призыв о помощи, с той же горячностью, с которой минуту назад вызывал на дуэль… Ещё большую комичность закованный в латы толстячок придаёт себе пафосной манерой речи и обилием восклицаний. Сэр Кэдоган помог Гарри, Рону и Гермионе найти кабинет прорицаний. В конце был диалог между Сэром и Роном: Сэр Кэдоган: «Случись вам нужда в благородном сердце и стальных мускулах, зовите Сэра Кэдогана!»//Рон: « Ага, позовём, — случись нам нужда в чуме болотной и психе ненормальном.»
- Виолетта — портрет щуплой остроносой ведьмы, висит на первом этаже Хогвартса, в комнате, примыкающей к Большому Залу. Но, как и большинство обитателей картин замка, она любит ходить в гости к другим портретам. Например, она частенько забегает к Полной Даме, с которой они любят посплетничать и поперемывать косточки общим знакомым. Полная Дама на службе, она не может покинуть свой пост надолго, поэтому новости ей приносит обычно Виолетта.
- Вальбурга Блэк (Блэк является также девичьей фамилией Вальбурги: они с мужем оба приходятся правнуками Финеасу Найджелусу) — мать Сириуса и Регулуса Блэков, жена Ориона Блэка, сестра Альфарда Блэка, который помог деньгами Сириусу, когда тот сбежал из дома. О характере миссис Блэк можно судить по её портрету, который висит в прихожей дома на пл. Гриммо, 12. Всякий раз, когда в прихожей раздаются громкие звуки, портрет просыпается, бархатные шторы, закрывающие портрет, раздёргиваются и «перед изумлённой публикой» предстаёт в полный рост старуха, нарисованная столь искусно, что кажется, будто она живая. Возмущённая до глубины души тем «отребьем», которое нашло приют под крышей её родового гнезда, она тут же начинает кричать, кричать, будто её пытают, кричать до пены у рта, закатывая глаза и поднимая когтистые руки, будто пытаясь расцарапать лица находящихся в прихожей людей: «Мерзавцы! Отребье! Порождение порока и грязи! Полукровки, мутанты, уроды! Вон отсюда! Как вы смеете осквернять дом моих предков?» Не успокаивает её и появление сына: «Ты-ы-ы-ы! Осквернитель нашего рода, гад, предатель, позорище моей плоти!…» Заставить её умолкнуть можно, лишь задёрнув полог.
- Ариана Дамблдор — портрет из трактира «Кабанья голова». Один из тайных ходов, ведущих из Хогвартса в Хогсмид (а именно из Выручай-комнаты). При помощи этого хода несовершеннолетние волшебники — студенты Хогвартса эвакуировались в «Кабанью голову» во время битвы с Тёмным Лордом в VII книге.
- На 28-й минуте (27:39) «Гарри Поттер и узник Азкабана», когда ученики поднимаются по лестнице, справа находится портрет Волан-де-Морта.